# Mantas Adomėnas
Mantas Adomėnas (ur. 1 października 1972 w Wilnie) – litewski filozof, wykładowca akademicki i polityk, poseł na Sejm Republiki Litewskiej, wiceminister spraw zagranicznych.

## Życiorys
Urodził się w rodzinie wykładowców Uniwersytetu Wileńskiego. Po ukończeniu szkoły średniej w Wilnie studiował filologię klasyczną na Wydziale Filologii Uniwersytetu Wileńskiego (1990–1996), następnie zaś kształcił się na studiach doktoranckich w Cambridge (1996–2000), gdzie był m.in. prezesem towarzystwa studentów katolickich. W 2001 doktoryzował się, był wykładowcą University of Cambridge. Po powrocie do Wilna od 2004 pracował jako docent na macierzystym wydziale. Od 2004 do 2006 był dyrektorem i prezesem instytutów badawczych: Pilietinės visuomenės institutas oraz Demokratinės politikos institutas, a także doradcą wiceprzewodniczącego Sejmu Andriusa Kubiliusa (2006–2008). W 2004 został członkiem European Ideas Network. W latach 2007–2009 był przewodniczącym stowarzyszenia filologów klasycznych. Jest autorem publikacji naukowych z dziedziny filozofii.
W 1999 został członkiem Związku Ojczyzny (Litewskich Konserwatystów), następnie zaś działaczem TS-LKD. W 2008 uzyskał mandat posła na Sejm Republiki Litewskiej w okręgu jednomandatowym Stare Miasto w Wilnie. Zasiadł w Komisji Oświaty, Kultury i Nauki, został przewodniczącym litewskiej delegacji do Zgromadzenia Bałtyckiego, był również przewodniczącym samego zgromadzenia. W 2012 i 2016 z powodzeniem ubiegał się o poselską reelekcję z ramienia Związku Ojczyzny. W 2018 został wykluczony z frakcji poselskiej na skutek wątpliwości co do jego ujawnionych kontaktów z przedstawicielami koncernu MG Baltic, powrócił do niej jednak w 2019.
W 2020 nie uzyskał poselskiej reelekcji. W grudniu tegoż roku mianowany wiceministrem spraw zagranicznych, pełnił tę funkcję do 2023. W 2024 został sekretarzem generalnym Wspólnoty Demokracji.

## Życie prywatne
Dwukrotnie żonaty, drugą żoną została Viktorija Adomėnienė. Ma córkę z pierwszego małżeństwa. Jego ojcem chrzestnym został Vytautas Ališauskas, pełniący m.in. funkcję ambasadora Litwy przy Stolicy Apostolskiej.